# Asteroids
Asteroids es un popular videojuego arcade basado en vectores lanzado en 1979 por Atari. El objetivo del juego es disparar y destruir asteroides evitando chocar contra los fragmentos que se desprenden de estos. Fue uno de los juegos más populares de la Época Dorada de los videojuegos arcade.
Asteroids fue inspirado por el juego Spacewar!, el primer videojuego de computadora. En el año 1977, Cinematronics lanzó Space Wars, un juego similar, también basado en Spacewar!. Asteroids es esencialmente una versión de un jugador de Space Wars, caracterizado por la nave y los asteroides como enemigo principal.
El juego fue diseñado por Lyle Rains y programado y diseñado por Ed Logg.  Asteroids fue un éxito en Estados Unidos convirtiéndose en el mejor videojuego vendido de todos los tiempos. Atari había estado en proceso de lanzar otro juego de vectores llamado Lunar Lander, pero la demanda de Asteroids era tan alta que tuvieron que parar la producción de dicho juego. Las primeras 200 máquinas de arcade de Asteroids fueron enviados con la cabina de Lunar Lander,. Asteroids fue tan popular en arcade en los propietarios de arcade tenían que instalar grandes cajas para almacenar las monedas. Otra característica de este juego es el registro las iniciales de los jugadores para las marcas de puntaje, esta innovación continúa en los videojuegos del mañana.
Asteroids fue uno de los primeros de muchos juegos en utilizar Quadrascan, sistema de refresco de vectores (aunque se desarrolló una versión en color para el Atari 2600), fue en particular el segundo de Atari en utilizar este sistema. Después otro juego que incluyera Quadrascan a color es Tempest.
Se estima que vendió unas 70.000 unidades y que fue el primer videojuego de arcade en permitir al jugador ingresar sus iniciales al alcanzar un puntaje de los más altos.

## Características
El control consiste en aceleración y botón de fuego, y giros en el sentido del reloj y al contrario, para avanzar hay que ir en cualquier dirección y aceleras constantemente cuando llegas al borde de la pantalla apareces en el lado contrario, para desacelerar tienes que ir al lado contrario, hay también un botón de hiperespacio en te hace aparecer al azar en la pantalla, con el riegos de explotar (si te materializas dentro de un asteroide). El jugador comienza en el medio de la pantalla, con cuatro grandes asteroides viajando a diferentes velocidades. Cada asteroide grande (20 puntos) disparado se divide en 2 partes de tamaño medio (50 puntos), y cuando les disparas se dividen en otros 2 más pequeños (100 puntos). Los asteroides medio y pequeños pueden viajar a diferentes velocidades. Periódicamente aparecen dos tipos de ovnis, el más grande (200 puntos) dispara en direcciones al azar, mientras que el pequeño (1000 puntos) persigue al jugador. Tienden aparecer cuando quedan pocos asteroides en la pantalla y/o el jugador no ha disparado recientemente a un asteroide.
Cada vez que pases un nivel se limpia la pantalla y aparecen más asteroides (de 2 en 2) hasta llegar un máximo de 12. El puntaje máximo posible es de 99.990 puntos, después de la cual da vuelta a cero. Un jugador que desea conseguir puntaje superior al permitido debe tener cuidado al disparar apenas a bastantes asteroides y ovnis para alcanzar esa marca sin pasarse. En algunas versiones tempranas del juego era posible ocultar la nave en el área de puntuación indefinidamente sin ser golpeado por los asteroides.

## Descripción técnica
La máquina arcade asteroids es llamado juego de vector. Esto significa que los gráficos del juego son líneas de vectores dibujados en un vector del monitor. El hardware consiste primariamente de un estándar MOS 6502 CPU, el cual ejecuta el programa del juego, y el Generador Digital de Vector (DVG), el proceso de vectores desarrollado por Atari mismo. Como el 6502 es demasiado lento como para controlar el juego y el vector de hardware al mismo tiempo fue relegado más tarde por el DVG.
Para cada toma de imagen, el 6502 escribe comandos de gráficos para el DVG dentro de un área definida de la RAM, y entonces pide al DVG dibujar el vector correspondiente y genera señales apropiadas para los vectores del monitor. Hay comando del DVG para posicionar los rayos catódicos, para dibujar una línea a un destino específico, llamando una subrutina con comando completos, y si es.
Asteroids incluye varios efectos de sonido, cada uno de los cuales es implementado por su propio circuitería. Hay siete distintos circuitos de audio, diseñados por Howard Delman. El CPU activa esos circuitos de audio (y otros componentes de hardware). Las entradas del jugador (botones) son mapeados dentro de la direcciones de espacio del CPU. El programa principal de asteroides usa solo 4 KB de código ROM. Otro 4 KB de vector ROM contiene las descripciones de los elementos gráficos principales (asteroides, ovnis, nave de jugador, explosiones, letras y dígitos) en forma de comando DVG.
Se lanzó al mercado en tres ediciones: la upright, la cóctel (una pequeña mesa) y la edición especial para coleccionistas (que es la upright a tamaño reducido).

## Legado

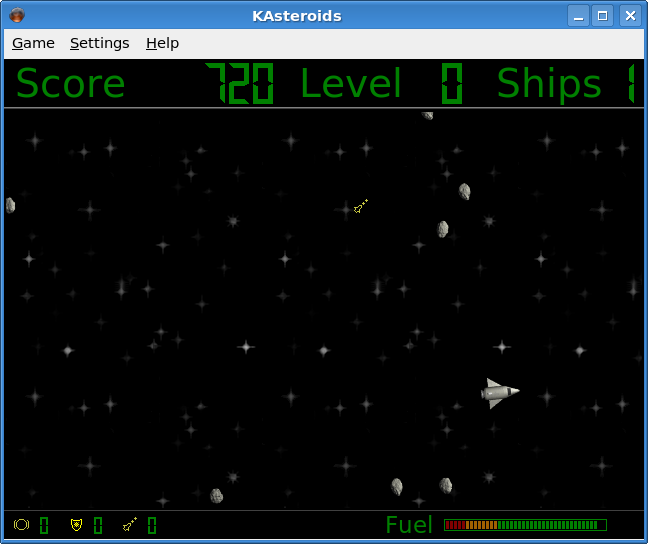
KAsteroids, una versión moderna del juego para KDE.

El juego de asteroids fue imitado por muchos juegos que lo siguieron. Por ejemplo uno de los objetivos de Sinistar es disparar asteroides para recolectar recursos que el jugador necesita.
Debido a su éxito, Asteroids fue seguido por tres secuelas:
- Asteroids Deluxe (1980)
- Space Duel (1982)
- Blasteroids (1987)

De todas formas, el juego original fue por lejos, el más popular de la serie.
Killer List of Videogames (KLOV) lo acredita como uno de los Top 100, los lectores de KLOV lo acreditan en el lugar 70.

## Consolas
Siendo uno de los videojuegos más populares, Asteroids fue adaptado a muchas consolas, incluyendo muchas de las consolas de Atari (2600, 5200, 7800, Atari Lynx) y muchos más. La versión para el 2066 fue la primera en utilizar banco de memoria en cartucho, duplicando la ROM disponible. Además, una versión nueva de Asteroids fue desarrollada para la PlayStation, Nintendo 64, Windows y Game Boy Color a principios de la década de 1990. Una versión fue hecha para el Atari Cosmos System pero el sistema nunca se lanzó. Muchos de los recientes series de juegos de TV del viejo Atari fueron incluidas con una u otra de la 2600 o versiones arcade. Atari también uso el juego al final de la década de 1990 en antología de la serie. Esencialmente, si uno busca este juego, uno lo puede encontrar en cualquier parte.
En 2005, Asteroids (incluyendo la versión 2600 y arcade, junto con Asteroids Deluxe) fueron incluidos como parte de Atari Anthology para el Xbox y PlayStation 2, usando tecnología de emulación Digital Eclipse.

## Clones y bootlegs
Hay incontables versiones no oficiales de Asteroids. Esos incluyen copias cercanas tales como Acornsft's Meterors, además de expansiones de juego y escenario como Astrogeddon, Stardust y Starscape.

## Rompiendo la marca

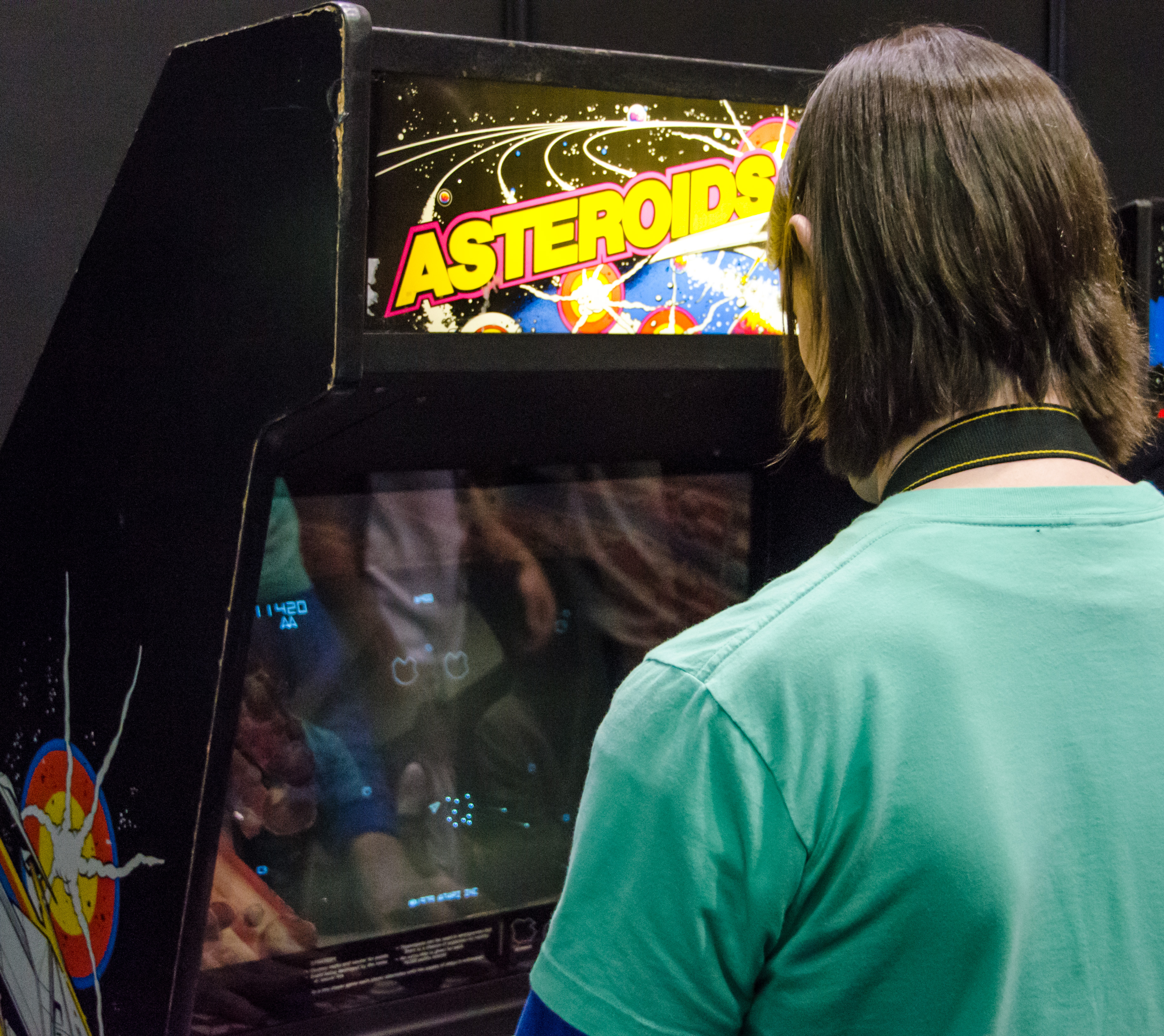
Recreativa Asteroids en el E3 2012

El 13 de noviembre de 1982, Scott Safran de 15 años, de Cherry Hill, Nueva Jersey, estableció la marca de 41,336,440 puntos en el juego de arcade clásico Asteroids. Rompió la marca de 40,101,910 puntos obtenido por Leo Daniels de Carolina Beach el 6 de febrero de 1982. Para felicitar a Safran en su éxito, Twin Galaxies Intergalactic Scoreboard lo buscó por más de 15 años, hasta 2002 cuando se descubrió que murió al caer de su balcón al intentar recuperar a su gato Sansón en 1989. En una ceremonia especial en Filadelfia el 27 de abril de 2002, Walter Day de Twin Galaxies presentó un premio a los miembros sobrevivientes de la familia de Scott Safran, conmemorando el logro de Campeón de Asteroids. En marzo de 2004, en Portland, Oregón, el residente Bill Carlton intentó romper la marca jugando la versión arcade por 27 horas antes de que su máquina fallara, terminado su marca. Obtuvo 12.7 millones de puntos, colocándolo en el quinto lugar en el ranking de Asteroids.
El comediante Jim Norton una vez obtuvo su propia marca de puntaje del juegos Asteroids. Este permitió que colocaran su imagen en el periódico local de Nueva Jersey.
Habría que esperar hasta el 3 de abril de 2010 para que John McAllister iniciase una partida de 3 días de duración tras la cual lograría batir, 27 años más tarde, el récord establecido en 1982, con una puntuación de 41.338.740, es decir, un 0′006% por encima de la anterior puntuación. El sistema empleado consistía en conseguir suficientes vidas extras y, en ese momento, aprovechar para comer un bocadillo o algo rápido mientras vigilaba no perder ninguna de esas vidas. De hecho, una anécdota al respecto fue que una vez le falló el cálculo y cuando volvió del cuarto de baño solo le quedaban 2 vidas, pudiendo continuar con la partida por poco.

## Canción
En 1982, Bucker y García grabaron una canción llamada "Hyperspace", usando efectos sonoros del juego, y lanzado para el álbum Pac-Man Fever.